# Жерновець (Золотухинський район)
Жерновець (рос. Жерновец) — присілок в Золотухинському районі Курської області Російської Федерації.
Населення становить 874 особи. Входить до складу муніципального утворення Тазовська сільрада.

## Історія
Населений пункт розташований на території українського етнічного та культурного краю Східна Слобожанщина.
Від 2004 року входить до складу муніципального утворення Тазовська сільрада.

## Населення
| 2002 | 2010 |
| ---- | ---- |
| 965  | ↘874 |